# Adventure (Schiff, 1771)
Die Adventure war eine Bark der Royal Navy. Sie gehörte zu den beiden Schiffen, mit denen James Cook seine zweite Expedition (1772–1775) unternahm und stand unter dem Kommando von Tobias Furneaux. Sie war das erste Schiff, das die Erde von Westen nach Osten umfuhr.

## Geschichte
Der Collier war 39,7 m lang und wurde 1771 in Whitby als Marquis of Rockingham in Dienst gestellt. Kurze Zeit später wurde sie von der Navy erworben und erhielt zunächst den Namen Rayleigh, dann Adventure.
Die Resolution und die Adventure verließen unter dem Kommando von James Cook Plymouth am 13. Juli 1772 und überquerten am 17. Januar 1773 den südlichen Wendekreis. Am 8. Februar 1773 wurden die Schiffe in einem Nebel getrennt. Tobias Furneaux erkundete auf dem Weg zum vereinbarten Treffpunkt im Queen Charlotte Sound die Küste Tasmaniens. Die Adventure erreichte den Treffpunkt am 7. Mai 1773, die Resolution am 17. Mai.
Nach Erkundungen im Pazifik verloren die Schiffe am 22. Oktober abermals den Kontakt zueinander. Man verpasste sich am Treffpunkt. Furneaux entschied sich für die Heimkehr. Die Reise dauerte bis zum 14. Juli 1774.
Im Jahr 1780 wurde sie als Leuchtfeuerschiff verwendet, 1783 wieder an ihre alten Besitzer in Whitby verkauft und weiter unter dem Namen Adventure als Frachtschiff eingesetzt. Sie endete 1811 als Wrack im Sankt-Lorenz-Strom.